# 韦尔代茨
韦尔代茨（法語：Verdets，法語發音：[vɛʁdɛts]）是法国大西洋比利牛斯省的一个市镇，位于该省中东部，属于奥洛龙-圣玛丽区。

## 地理
韦尔代茨（43°13'32"N, 0°38'41"W）面积5.62 平方千米，位于法国新阿基坦大区大西洋比利牛斯省，该省份为法国东南部省份，涵盖了贝阿恩与北巴斯克，西临大西洋比斯開灣，北至朗德省，东北接热尔省，东临上比利牛斯省，南与西班牙接壤。
与韦尔代茨接壤的市镇（或旧市镇、城区）包括：勒德什、吕克德贝阿恩、穆穆尔、奥兰、波埃多洛龙。
韦尔代茨的时区为UTC+01:00、UTC+02:00（夏令时）。

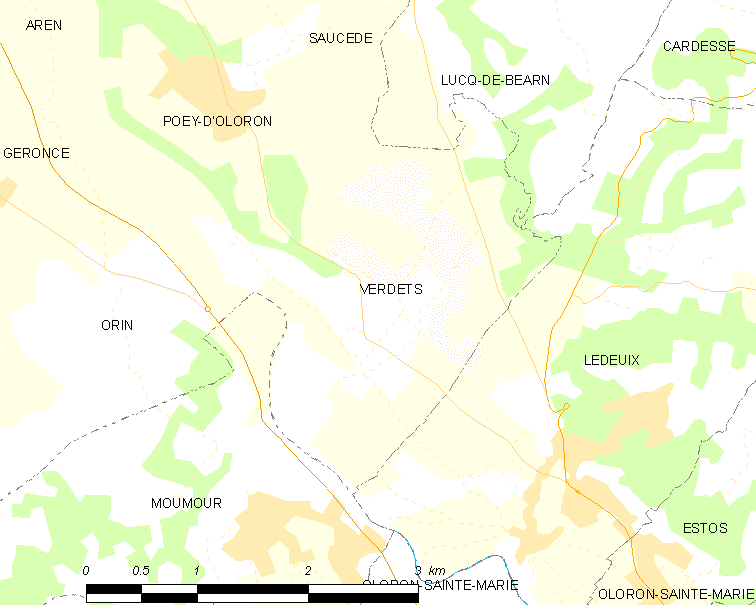
韦尔代茨的OSM定位图

## 行政
韦尔代茨的邮政编码为64400，INSEE市镇编码为64551。

## 政治
韦尔代茨所属的省级选区为奥洛龙-圣玛丽第二县。

## 人口

1962-2008年间韦尔代茨人口变化图示

韦尔代茨于2022年1月1日时的人口数量为304人。